# Цибульки
Цибу́льки —  село в Україні, у Новомар'ївській сільській громаді Вознесенського району Миколаївської області. Колишній орган місцевого самоврядування — Ганнівська сільська рада.

## Населення
Згідно з переписом УРСР 1989 року чисельність наявного населення села становила 17 осіб, з яких 5 чоловіків та 12 жінок.
За переписом населення України 2001 року в селі мешкали 3 особи. 100 % населення вказало своєю рідною мовою українську мову.